# Лустра
Лустра (итал. Lustra) је насеље у Италији у округу Салерно, региону Кампанија.
Према процени из 2011. у насељу је живело 268 становника. Насеље се налази на надморској висини од 469 м.

## Становништво
| 1951. | 1961. | 1971. | 1981. | 1991. | 2001. | 2011. |
| ----- | ----- | ----- | ----- | ----- | ----- | ----- |
| 1.620 | 1.525 | 1.389 | 1.246 | 1.189 | 1.115 | 1.100 |